# Bunte Rotfußvogelspinne
|  | Dieser Artikel wurde aufgrund von formalen oder inhaltlichen Mängeln in der Qualitätssicherung Biologie zur Verbesserung eingetragen. Dies geschieht, um die Qualität der Biologie-Artikel auf ein akzeptables Niveau zu bringen. Bitte hilf mit, diesen Artikel zu verbessern! Artikel, die nicht signifikant verbessert werden, können gegebenenfalls gelöscht werden. Lies dazu auch die näheren Informationen in den Mindestanforderungen an Biologie-Artikel. |

Die Bunte Rotfußvogelspinne (Hapalopus formosus) ist eine Webspinne aus der Familie der Vogelspinnen (Theraphosidae). Sie ist nicht mit der einst zur Unterfamilie Aviculariinae gezählten und ebenfalls „Rotfußvogelspinne“ genannten Art Avicularia metallica, deren Artstatus jedoch angezweifelt wird, zu verwechseln.
Im Englischen wird die in Kolumbien vorkommende Bunte Rotfußvogelspinne wie weitere Arten der Gattung, angelehnt an deren Erscheinungsbild, als Pumpkin Patch Tarantula (übersetzt „Kürbisfleck-Vogelspinne“) bezeichnet.

## Merkmale
Mit einer Körperlänge von etwa 20 bis 30 Millimetern und einer maximalen Beinspannweite von 120 Millimetern zählt die Bunte Rotfußvogelspinne zu den kleineren Vogelspinnen und wird deshalb als Zwergvogelspinne klassifiziert. Unter diesem Begriff werden verschiedene kleine, aber nicht näher verwandte Vogelspinnenarten zusammengefasst. Das Gewicht eines ausgewachsenen Exemplars liegt bei 20 bis 30 Gramm. Die Extremitäten der Art sind stark behaart und ihre Grundfärbung ist beige, wobei das Prosoma (Vorderkörper) und das Opisthosoma (Hinterleib) braune bis schwarze und orange Farbanteile besitzen. Letztere sind auf dem Opisthosoma als Flecken ausgebildet, wovon auch die englische Trivialbezeichnung rührt. Die Bunte Rotfußvogelspinne verfügt auf dem Opisthosoma daneben auch über rote Haare sowie über Brennhaare und zählt somit zu den bombardierfähigen Vogelspinnen.

### Ähnliche Arten

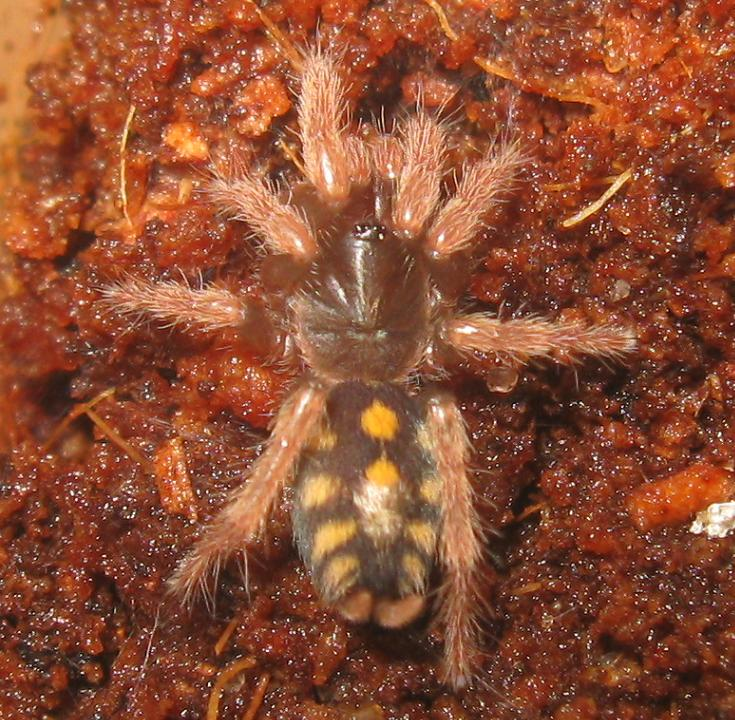
Jungtier der nah verwandten Art Hapalopus triseriatus

Der Bunten Rotfußvogelspinne ähnliche Arten finden sich in der Gattung Hapalopus wieder, beispielsweise Hapalopus triseriatus, die allerdings in Venezuela vorkommt.

## Vorkommen

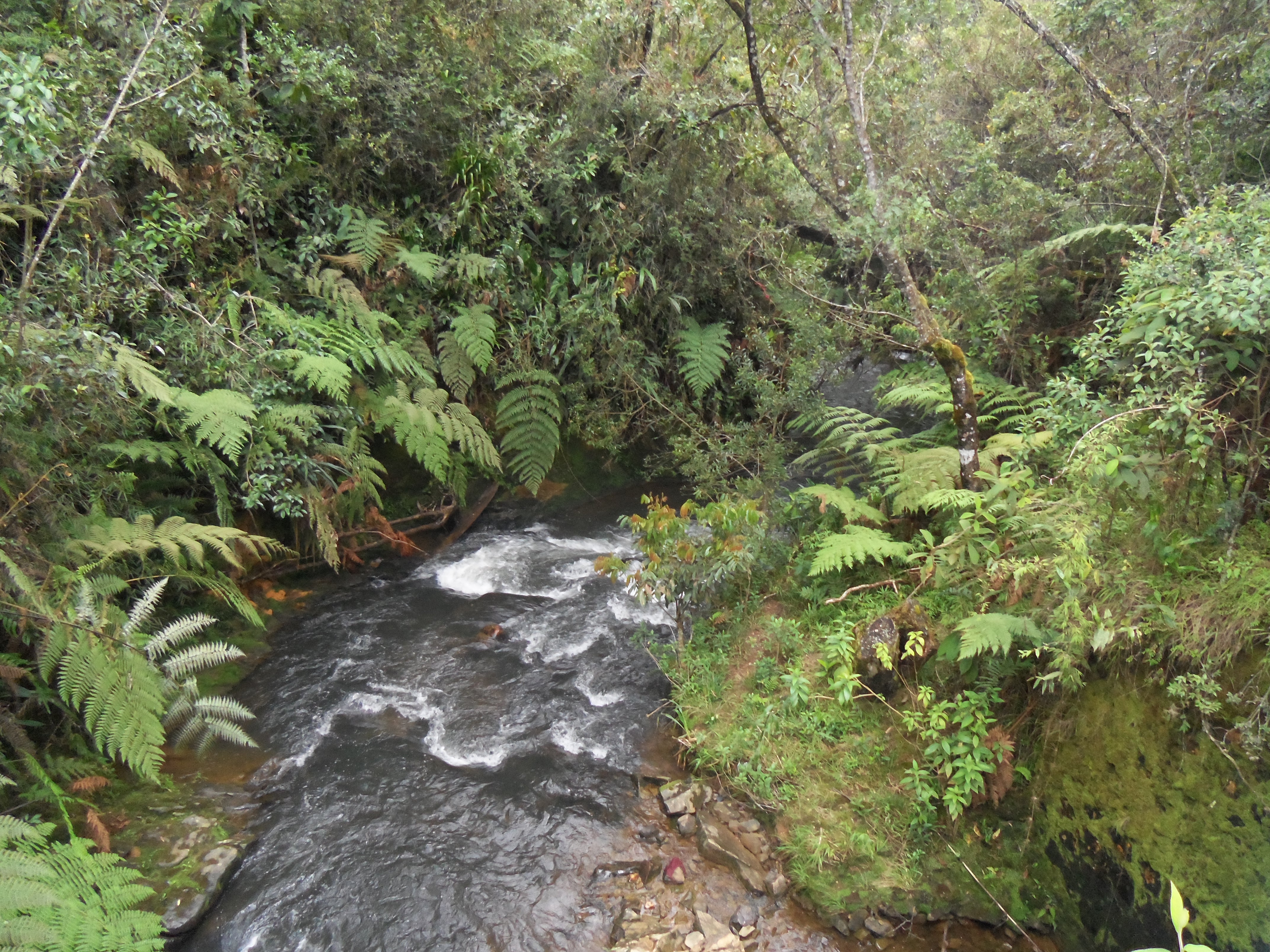
Regenwald im Departamento de Antioquia in Kolumbien, einer der Lebensräume der Bunten Rotfußvogelspinne

Die Bunte Rotfußvogelspinne ist ausschließlich in Kolumbien vertreten und bewohnt dort die tropischen Regenwälder, wo sie sich nicht selten unter Steinen aufhält.

### Bedrohung und Schutz
Es existieren keine Angaben über mögliche Bedrohungen der Bunten Rotfußvogelspinne. Von der IUCN wird ihr Bestand nicht gewertet und sie erhält dementsprechend keinen Schutzstatus.

## Lebensweise
Die Bunte Rotfußvogelspinne wird zu den bodenbewohnenden Vogelspinnen gerechnet, gräbt aber, anders als viele Arten der Familie mit dieser Lebensweise, selten Wohnröhren. Hingegen nimmt sie passende Unterschlüpfe, etwa unter Steinen, an und kleidet sie dann mit einem Wohngespinst aus. Dort lauert sie auf Beute. In das Beuteschema der Art fallen Gliederfüßer, die die Körpergröße der Spinne nicht übertreffen. Die Bunte Rotfußvogelspinne ist vergleichsweise friedlich, obgleich scheu und versucht bei Störungen meist zu fliehen, anstelle sich mit einem Biss oder Bombardieren (Abwerfen der Brennhaare in Richtung des Angreifers) zur Wehr zu setzen. Die Art hält keine Winterruhe.

### Fortpflanzung
Das Fortpflanzungsverhalten der Bunten Rotfußvogelspinne weicht nicht von dem der meisten anderen Vogelspinnen ab und verläuft zumeist friedlich. Der vergleichsweise große Eikokon enthält über 500 Eier. Die Jungtiere wachsen schnell heran und legen anfangs, im Gegensatz zu den ausgewachsenen Spinnen, gegrabene Wohnröhren an. Weibchen erreichen eine Lebensdauer von acht bis zehn Jahren und reifen innerhalb von zwei Jahren heran, während Männchen ein Alter von drei bis vier Jahren erreichen können und innerhalb eines Jahres die Geschlechtsreife erlangen.

## Terraristik
Die Bunte Rotfußvogelspinne wird wie viele andere Vogelspinnen häufig als Heimtier in der Terraristik gehalten und zählt zu den am häufigsten gehaltenen Zwergvogelspinnen. Für die Haltung der Art spricht vor allem ihr markantes Erscheinungsbild, die vergleichsweise leichte Pflege und das Faktum, dass durch die geringe Größe der Spinne auch ein kleineres Terrarium ausreichend ist, sowie ihr wenig aggressives Wesen. Allerdings sollte man sich vor dem Kauf eines Exemplars dieser Art ihrer Schnelligkeit bewusst sein. Sie neigt außerdem dazu, zu flüchten und sich zu verstecken.
Es gibt im Handel eine Form Hapalopus sp. "Colombia", die in zwei Größen erwerbbar ist. Es ist nicht zur Gänze geklärt, um welche Art es sich dabei handelt. Es könnte sich dabei um Varianten der Bunten Rotfußvogelspinne handeln. Dagegen spricht, dass die Exemplare dieser Form deutlich mehr der Art Hapalopus triseriatus ähneln, die allerdings in Venezuela vorkommt. Vermutlich handelt es sich bei dieser Form um Hybride mehrerer Arten der Gattung, die im Rahmen der Terraristik gekreuzt wurden.

## Systematik
Die Art wurde 1875 von Anton Ausserer als Hapalopus formosus beschrieben und diese Gattungskombination ist seit Eugène Simon 1903 durchgehend verwendet worden. Zwischenzeitlich wurde die Art auch mit folgenden Synonymen bezeichnet:
- Typhochlaena magdalena Karsch, 1879
- Avicularia magdalenae Simon, 1892

Die Bunte Rotfußvogelspinne ist außerdem die Typusart der Gattung Hapalopus.